# Banco de Valparaíso
El Banco de Valparaíso fue una institución financiera chilena existente entre 1855 y 1893, cuando se fusionó con los bancos Nacional de Chile y Agrícola para crear el Banco de Chile.

## Historia

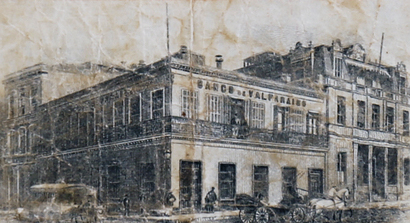
Sede del Banco de Valparaíso en la Plaza de la Intendencia (actual Plaza Sotomayor).

El banco fue fundado bajo el nombre de Banco de Depósitos i Descuentos de Valparaíso el 12 de septiembre de 1855. Entre sus socios fundadores se encontraba Matías Cousiño junto a otros empresarios porteños como por ejemplo José Cerveró, Jorge Lyon, Juan Henderson, José María de la Cruz, Julio Hunicken, Juan Agustín Vives, Tomás Bland y José María Silva Cienfuegos.
El 13 de febrero de 1860 el banco cambió su nombre a Banco de Valparaíso. En aquel entonces su sede se ubicaba en la Plaza de la Intendencia (actual Plaza Sotomayor). El 31 de marzo de 1866 la casa matriz del Banco de Valparaíso resultó dañada producto del bombardeo a la ciudad que formó parte de la Guerra hispano-sudamericana.
Hacia 1869 el banco era el segundo con la mayor participación de mercado en Chile, alcanzando el 21%. En 1870 abría su primera sucursal en Santiago a cargo de Carlos Swinburn. El 31 de diciembre de 1873 el banco se fusionó con el Banco Sud-Americano —el cual había sido fundado en julio de 1872—, conformando una nueva institución que mantuvo el nombre de Banco de Valparaíso.
El 22 de abril de 1882 el banco fue disuelto e inmediatamente reconstituido con el fin de adecuar la institución a la legislación vigente. El 26 de mayo de 1891 adquirió el Banco A. Edwards de Valparaíso, el cual había sido liquidado.
Hacia 1893 el presidente del Banco de Valparaíso era Manuel José Irarrázaval, mientras que su consejo de administración estaba dividido entre Santiago y Valparaíso. En Santiago el presidente era Francisco Newman, su vicepresidente Santiago Lyon, y su director gerente Manuel de T. Pinto; en el caso de Valparaíso el presidente era Carlos Swinburn, el vicepresidente José Rafael Salas y el director gerente era Manuel Fernández.
El 28 de octubre de 1893 el banco se fusionó con los bancos Nacional de Chile y Agrícola para constituir el Banco de Chile, el cual inició sus operaciones el 2 de enero de 1894. A la vez, las secciones hipotecarias de los bancos constituyeron en la misma fecha el Banco Hipotecario de Chile.